# Хокај (Ајова)
Хокај (енгл. Hawkeye) град је у америчкој савезној држави Ајова. По попису становништва из 2010. у њему је живело 449 становника.

## Демографија
Према попису становништва из 2010. у граду је живело 449 становника, што је -40 (-8.2%) становника више него 2000. године.
| Група             | 2000.       | 2010.       |
| Белци             | 484 (99,0%) | 444 (98,9%) |
| Афроамериканци    | 0 (0,0%)    | 3 (0,7%)    |
| Азијати           | 0 (0,0%)    | 0 (0,0%)    |
| Хиспаноамериканци | 0 (0,0%)    | 1 (0,2%)    |
| Укупно            | 489         | 449         |